# Rudolf Nadolny
Rudolf Nadolny, född 12 juli 1873, död 18 maj 1953, var en tysk diplomat.
Nadolny kom i diplomattjänst 1902. Efter en omväxlande kärrär som förste chef för rikspresidenten Friedrich Eberts byrå 1919-20, som sändebud i Stockholm 1920-24 och 1924-33 som tysk ambassadör i Turkiet. 1931-33 var han ledare för den tyska delegationen vid nedrustningskonferensen i Genève.
1933 blev han tysk sändebud i Moskva, men avgick efter en kort tid i protest mot Tysklands sovjetfientliga utrikespolitik.